# Teșna (gmina Poiana Stampei)
Teșna – wieś w Rumunii, w okręgu Suczawa, w gminie Poiana Stampei. W 2011 roku liczyła 296 mieszkańców. 